# Alfstedt
Alfstedt er en kommune med godt 850 indbyggere (2013) i Samtgemeinde Geestequelle i den nordlige del af Landkreis Rotenburg (Wümme), i den nordlige del af den tyske delstat Niedersachsen.

## Geografi
Den nordlige og nordøstlige kommunegrænse danner grænse til Landkreis Cuxhaven. Mod nordøst grænser den til Bremervörde, og mod syd og sydvest til Ebersdorf.